# Măgureni (Prahova megye)
Măgureni község és falu Prahova megyében, Munténiában, Romániában.  A hozzá tartozó települések: Cocorăștii Caplii és Lunca Prahovei.

## Fekvése
A megye nyugati részén található, a megyeszékhelytől, Ploieștitől, huszonnyolc kilométerre északnyugatra, a Prahova folyó valamint a Provita patak mentén. A község sík területen fekszik, kisebb dombokkal körülvéve, melyek közül a településtől északnyugatra elterülő Teișului-csúcs a legmagasabb.

## Történelem
A 19. század végén a község Prahova megye Filipești járásához tartozott és Cocorăștii Caplii, Păroasa, Măgureni valamint a ma Florești községhez tartozó Novăcești falvakból állt, összesen 2590 lakossal. A községi iskolát a 19. század közepén hozták létre. A községben ekkor két templom állt, egy-egy Măgureni valamint Cocorăștii Caplii falvakban, utóbbit Grigore Caribolu építtette 1826-ban.
1925-ös évkönyv szerint lakossága 3232 fő volt.
1950-ben közigazgatási átszervezés alapján, a Prahova-i régió Câmpina rajonjához került, majd 1952-ben a Ploiești régióhoz csatolták.
1964-ben Păroasa felvette a Lunca Prahovei nevet.
1968-ban ismét megyerendszert vezettek be az országban, a község az újból létrehozott Prahova megye része lett. Ezzel egy időben Novăcești-t Florești községhez csatolták.

## Lakossága
| Nemzetiségek | 2002 | 2002   |
| ------------ | ---- | ------ |
| Románok      | 6627 | 99,95% |
| Magyarok     | 3    | 0,04%  |
| Összesen     | 6630 | 100,0% |

## Látnivalók
- Draghici Magureanu udvarházának maradványai 1670-ből.
- A Szentháromság templom, 1674-ben szentelték fel, építését Păuna Spătăreasa finanszírozta.